# Snøhetta (montagna)
Lo Snøhetta è una montagna della Norvegia appartenente alla catena del Dovrefjell, nei Monti Scandinavi. È alto 2.286 m s.l.m. e si trova nel comune di Dovre, nella contea di Innlandet.

## Nome
Il nome Snøhetta deriva dall'unione delle parole norrene snø, che significa neve, e hette, che significa cappuccio; quindi il nome della montagna si può tradurre come "la montagna con un cappuccio di neve".

## Localizzazione
Il monte si trova nel cuore del Parco nazionale Dovrefjell-Sunndalsfjella, nei pressi del confine tra le contee di Innlandet e Trøndelag. Si trova a circa 6 chilometri ad ovest del lago Larstjørnin.
La vetta dello Snøhetta è facilmente raggiungibile d'estate per mezzo del sentiero del DNT che collega il rifugio Åmotdalshytta con quello di Snøheim, passando per la sommità della montagna; l'intero sentiero è percorribile in 8 ore. Un altro rifugio nei dintorni è il Reinheim, raggiungibile in 5 ore.

## Descrizione
Lo Snøhetta è la 24ª montagna per altezza in Norvegia e la più alta al di fuori della catena dello Jotunheimen. La sua prominenza topografica (1675 m) è la terza in Norvegia.
La montagna ha diversi picchi:
- Stortoppen, la cima più alta, 2.286 m
- Midttoppen, 2.278 m, prominenza 35 m
- Hettpiggen, 2.261 m, prominenza 50 m
- Vesttoppen, 2.253 m, prominenza 70 m

Il Vesttoppen e il Stortoppen sono facilmente raggiungibili tramite sentieri o con gli sci nella stagione invernale; a partire dallo Stortoppen, il Midttoppen è anch'esso facilmente accessibile. Superare il Midttoppen passando per il Hettpiggen richiede invece un'arrampicata con fune.
Sullo Stortoppen c'è un ripetitore, appartenuto in passato all'esercito norvegese, ma ora destinato ad usi civili. Nella zona è presente anche una elisuperficie.
Nei pressi della cima del Vesttoppen è presente un monumento al filosofo, umorista e alpinista norvegese Peter Wessel Zapffe. Geomorfologicamente il monte può essere assimilato ad un inselberg.

## Storia
La cima dello Snøhetta è stata raggiunta per la prima volta nel 1798 per motivi scientifici. All'epoca si supponeva che fosse la montagna più alta della Norvegia in quanto l'area dello Jotunheimen con i suoi picchi era poco accessibile e quindi poco conosciuta.